# Conlon Nancarrow
Conlon Nancarrow (Texarkana, 27 ottobre 1912 – Città del Messico, 10 agosto 1997) è stato un compositore statunitense.
Ha vissuto e lavorato in Messico per gran parte della sua vita, e nel 1955 ne ha preso la cittadinanza.
Nancarrow è famoso per i pezzi scritti per Player Piano. È stato uno dei primi compositori ad usare strumenti musicali come automi meccanici, scrivendo lavori ben oltre le capacità umane. Ha vissuto gran parte della sua vita in un relativo isolamento, rimanendo praticamente sconosciuto fino al 1980.

## Biografia
Nancarrow nacque in Texarkana (Arkansas). In gioventù suonò la tromba in una band jazz, dopodiché studiò musica dapprima a Cincinnati e poi a Boston con Roger Sessions, Walter Piston e Nicolas Slonimsky. Incontrò Arnold Schönberg durante una permanenza di questo a Boston nel 1933.
A Boston, Nancarrow si iscrisse al Partito Comunista Statunitense. Quando esplose la guerra civile spagnola, si diresse in Spagna per arruolarsi nelle Brigate Abraham Lincoln per combattere Francisco Franco. Al suo ritorno negli USA nel 1939, apprese che i suoi compagni di brigata stavano avendo problemi per il rinnovo del passaporto per via della loro appartenenza al partito comunista. Dopo un breve periodo trascorso a New York City nel 1940, Nancarrow si trasferì in Messico per sfuggire alle persecuzioni verso i membri del Partito Comunista.
Nel seguente ritorno negli States, nel 1981 (per il New Music America festival in San Francisco), consultò un avvocato riguardo alle possibilità di tornare in patria, visto anche il fatto che l'inquinamento di Città del Messico stava peggiorando il suo enfisema. Gli venne detto che avrebbe dovuto firmare una dichiarazione ammettendo di esser stato "giovane e incosciente" quando abbracciò il comunismo, cosa che si rifiutò di fare; di conseguenza, continuò a vivere in Las Águilas, Città del Messico, fino alla sua morte all'età di 84 anni. Anche se ebbe alcuni amici tra i compositori locali, fu largamente ignorato dal settore musicale messicano durante gran parte della sua vita.
In ogni caso, i lavori per cui oggi è famoso sono stati realizzati in Messico. Scrisse anche durante gli anni negli USA, ma le estreme risorse tecniche richieste agli esecutori ridussero drasticamente il numero di esecuzioni soddisfacenti. Tale situazione non migliorò una volta in Messico, dunque la necessità di trovare un modo alternativo per eseguire i suoi pezzi si fece più pressante. Nancarrow trovò una risposta nel libro di Henry Cowell New Musical Resources, acquistato a New York nel 1939, e più precisamente nel player piano, per via della sua capacità di eseguire ritmi estremamente complessi ad una velocità di gran lunga al di sopra delle capacità umane.

## Opere
- Nota: Per una lista dettagliata degli studi per playerpiano, vedi: "Conlon Nancarrow: Annotated List of Works" di Kyle Gann.[1]
- Nota: Per una lista aggiornata (Gen 2008) di TUTTE le opere, arrangiamenti ed edizioni varie incluse, vedi: Monika Fürst- Heidtmann "Dated and commented list of the works, premieres and arrangements of the music of Conlon Nancarrow".[2]

### Player piano
- Studies #1–30, (1948–1960) (#30 for prepared player piano)
- Studies #31–37, #40–51, (1965 – 1992) (#38 and #39 renumbered as #43 and #48)
- For Yoko (1990)
- Contraption #1 for computer-driven prepared piano (1993)

### Piano
- Blues (1935)
- Prelude (1935)
- Sonatina (1941)
- 3 Two-Part Studies (1940s)
- Tango? (1983)* 2 Canons for Ursula (1989)

### Musica da camera
- Sarabande and Scherzo per oboe, fagotto e piano (1930)
- Toccata per violino e piano (1935)
- Settetto (1940)
- Trio per clarinetto, fagotto e piano, #1, (1942)
- Quartetto per archi #1 (1945)
- Quartetto per archi #2 (late 1940s) (incompleto)
- Quartetto per archi #3 (1987)
- Trio per clarinetto, fagotto e piano, #2 (1991)
- Studio per Player Piano #34 arrangiamento per trio di archi.

### Orchestrali
- Piece #1 per piccola orchestra (1943)
- Piece #2 per piccola orchestra (1985) [3]
- Studio for Orchestra, canon 4:5:6, (1990-91), Original C.N. orchestration: 3fl., 3ob., 3Bb cl., 2bsn., 3 F.Hrn., 3 trp., 3tbn., Tuba, 2Vib., Xil., Mar., one computer-controlled piano, Pf., 6 vln., 2vc., 3 db. In two movements. Based on the Study 49 a-c.[4][5]

## Discografia
Columbia Records (1969)